# ア・ビューティフル・ライ
『ア・ビューティフル・ライ』（A Beautiful Lie）は、サーティー・セカンズ・トゥ・マーズのメジャー通算2枚目のアルバム。2005年8月30日にヴァージン・レコードから発売された。